# 250 West Pratt Street
Le 250 West Pratt Street est un gratte-ciel situé à Baltimore, dans le Maryland. Le bâtiment mesure 110 mètres et compte 24 étages,.  
Le bâtiment est construit et achevé en 1986, conçu par Skidmore, Owings and Merrill LLP. Le bâtiment est situé au centre du quartier commercial central de Baltimore et est le bâtiment le plus visible du Oriole Park at Camden Yards. 
Début 2015, le fabricant de bijoux danois Pandora transfère 600 employés et son siège régional pour les Amériques dans le bâtiment. Dans le cadre d'un bail de dix ans, le logo de l'entreprise est ajouté au bâtiment, visible depuis la rue et Camden Yards.  